# Rebel in the Rye
Rebel in the Rye è un film del 2017 scritto e diretto da Danny Strong, al suo debutto alla regia cinematografica. Il titolo è un chiaro riferimento al romanzo The Catcher in the Rye, pubblicato in Italia con il titolo Il giovane Holden.

## Trama
Il film ripercorre la vita dello scrittore J. D. Salinger, dall'adolescenza alla traumatica esperienza durante la seconda guerra mondiale, passando per il rapporto tormentato con l'attrice Oona O'Neill, fino alla pubblicazione del suo romanzo di formazione Il giovane Holden.

## Produzione
Basato sul libro J. D. Salinger: A Life di Kenneth Slawenski, il film è interpretato da Nicholas Hoult, Zoey Deutch, Kevin Spacey, Sarah Paulson, Brian d'Arcy James e Victor Garber.

## Distribuzione
Il film è stato presentato in anteprima il 24 gennaio al Sundance Film Festival 2017. In Italia il film è uscito direttamente in Home video il 9 aprile 2019, distribuito da 01 Distribution.